# Чарльз Сойєр
Чарльз Сойєр (англ. Charles Sawyer; 10 лютого 1887, Цинциннаті, штат Огайо]] — 7 квітня 1979, Палм-Біч (штат Флорида) — американський політик. Член Демократичної партії, був віце-губернатором штату Огайо між 1933 і 1935 роками, послом Сполучених Штатів у Бельгії між 1944 і 1945 роками, потім міністром торгівлі між 1948 і 1953 роками в адміністрації президента Гаррі Трумена.